# Eládio de Amorim
Eládio de Amorim (Goiás, 1894 — 1974) foi um desembargador e político brasileiro. Foi interventor federal interino em Goiás, de 6 de novembro de 1945 a 18 de fevereiro de 1946. Durante seu breve governo interino, foram criados o Departamento Estadual de Cultura e o Museu do Estado. Exerceu a magistratura de 1938 até 1945, quando foi empossado interventor de Goiás e retorna em 1946, exercendo a presidência do Tribunal de Justiça do Estado de Goiás.

## Primeiros anos
Eládio de Amorim nasceu na cidade de Goiás, no dia 30 de novembro de 1894. Sua educação se deu no Liceu de Goiás e após a conclusão dessa, ele transferiu-se para o Rio de Janeiro, onde se bacharelou em Ciências Jurídicas e Sociais, em fevereiro de 1921. Se tornou delegado de Catalão, e se tornou Chefe da Polícia do Estado, equivalente a secretário estadual de Segurança Pública. Subsequentemente, foi nomeado juiz de direito da comarca de Catalão e lecionou direito na Academia de Direito de Goiás.
Em 1938, foi aprovado no concurso de Desembargador do Tribunal de Apelação de Goiás, exercendo a função até 4 de novembro de 1945, quando se tornou Interventor Federal de Goiás, em caráter interino.

## Carreira política
Devido a Constituição de 1937, a Assembleia Legislativa de Goiás estava dissolvida e não havia vice-governador. Pedro Ludovico Teixeira foi removido pelo então chefe de Estado, José Linhares. Em seguida Eládio, que era o primeiro na linha sucessória do Governo de Goiás, foi nomeado interventor interino. Em seu curto mandato de 4 meses, ele criou o Departamento Estadual de Cultura de Goiás e o Museu Estadual de Goiás. Em 18 de fevereiro de 1946, foi sucedido por Filipe Antônio Xavier de Barros, cujo mandato seria regido pela Constituição brasileira de 1946.

## Vida posterior
Após o fim de seu mandato como interventor, Eládio retorna ao cargo de Desembargador e exerce a presidência do Tribunal de Justiça de Goiás, a partir de 14 de março de 1946, até 23  de julho de 1953. Ele morre em 1974, no dia 14 de março, em Goiânia. Foi postumamente homenageado pela Assembleia Legislativa de Goiás. Amorim foi o membro da cadeira nº 37 da Academia Goiana de Direito, sendo o patrono desta.